# The Eden Formula
The Eden Formula (Formula Eden, cunoscut și ca Tyrannosaurus Wrecks) este un film de groază american din 2006 regizat de John Carl Buechler. Rolurile principale sunt interpretate de actorii Jeff Fahey, Dee Wallace, și Tony Tood.

## Prezentare
Dr. Harrison Parker (Jeff Fahey) este un om de știință care lucrează la Calgorin Industries care a dezvoltat Formula Eden, o substanță chimică care poate reproduce organismele și vindeca diferite boli. Cu toate acestea, fără ca Parker să știe, în adâncul subteranului districtului său industrial, alți oameni de știință de la Calgorin au creat un Tyrannosaurus rex din formula lui Parker și îl țin închis într-o locație subterană pentru a impresiona acționarii. Curând, spioni pătrund într-un laborator Calgorin, astfel încât să poată fura formula și să  câștige milioane de dolari.
Spionii, conduși de James Radcliffe (Tony Todd), eliberează accidental tiranozaurul însetat de sânge, care iese din laborator și se dezlănțuie pe străzile din Los Angeles. Parker și colega sa Rhonda Shapton (Dee Wallace) se află în clădire când spionii atacă și acum trebuie să asigure formula în timp ce încearcă să se ascundă de Radcliffe și echipa sa, în timp ce T. rex continuă să mărească numărul de cadavre.

## Distribuție
- Jeff Fahey .... Dr. Harrison Parker
- Dee Wallace .... Rhonda Shapton
- Tony Todd .... James Radcliffe
- Alexandra Ford .... Rebecca Winters
- Stephen Wastell .... Eddie
- Elina Madison .... Connie
- Miranda Kwok .... Kate Lo
- Gregory Gast .... Harlon McVicker
- Gregory Abbott Jr. .... Samson Webb
- Daniel Anthony .... Rockoff
- Robert Axelrod .... Wally
- Sarah Elbert .... Officer Pattison